# Villars-Epeney
Villars-Epeney é uma comuna da Suíça, situada no distrito de Jura-Nord Vaudois, no cantão de Vaud. Tem 0,86 km² de área e sua população em 2018 foi estimada em 100 habitantes.